# L'Avenir
L'Avenir är en kommun i provinsen Québec i Kanada. Den ligger i regionen Centre-du-Québec, i den sydöstra delen av landet, 270 km öster om huvudstaden Ottawa.